# Laughing on Judgement Day
Laughing on Judgement Day è il secondo album in studio dei Thunder, pubblicato nel 1992 per l'etichetta discografica EMI Records.

## Tracce
1. Does It Feel Like Love? (Morley) 5:00
2. Everybody Wants Her (Bowes, James, Matthews, Morley) 4:30
3. Low Life in High Places (Morley) 4:09
4. Laughing on Judgement Day (Morley) 4:34
5. Empty City (Morley, Taylor) 7:00
6. Today the World Stopped Turning (Morley) 4:44
7. Long Way from Home (Morley) 6:02
8. Fire to Ice (James, Morley) 4:34
9. Feeding the Flame (Morley) 4:32
10. A Better Man (Morley) 3:40
11. The Moment of Truth (Bowes, James, Matthews) 3:54
12. Flawed to Perfection (Morley) 4:55
13. Like a Satellite (Morley) 4:48
14. Baby I'll Be Gone (Morley, Taylor)	6:49

## Formazione
- Danny Bowes - voce
- Luke Morley - chitarra, voce
- Ben Matthews - chitarra, tastiere
- Mark "Snake" Luckhurst - basso
- Harry James - batteria, percussioni